# Virginia Gordon
Virginia Gordon (28 de octubre de 1936, Chaplin, Virginia Occidental) es una modelo y actriz estadounidense. Fue Playmate del Mes para el número de enero de 1959 de la revista Playboy, siendo fotografiada por Ron Vogel.
La película más significativa de Gordon, en términos de historia de cine, fue Tonight for Sure, de 1962, que supuso el debut como director de Francis Ford Coppola.

## Trayectoria
Las interpretaciones de Gordon se limitaron mayormente a aparecer sin ropa en una serie de películas para adultos. Sus primeras tres películas, Once Upon a Knight (1961), escrita por Bob Cresse, Surftide 77 (1962), dirigida por Lee Frost, y Tonight for Sure (1962), dirigida por Francis Ford Coppola, eran las típicas comedia con desnudos de principios de la década de los sesenta. 
En 1968, Olympic International (creado por el escritor-director del equipo de Frost y Cresse) produjo el thriller The Animal. Gordon tuvo su papel más sustancial y realista como madre soltera que es aterrorizada y convertida en esclava sexual por un psicópata. Ese mismo año protagonizó otra película de Frost/Cresse, Hot Spur, un western violento en el que su personaje sufre un abuso similar. 
Sus dos últimas películas, Acapulco Uncensored y The Muthers (ambas de 1968), fueron softcores del prolífico director Donald A. Davis.

## Filmografía
- The Muthers (1968) .... Lois
- Acapulco Uncensored (1968)
- Hot Spur (1968) .... Susan O'Hara
- The Animal (1968) .... Joan Andrews
- Tonight for Sure (1962)
- Surftide 77 (1962) .... Vultura
- Once Upon a Knight (1961) .... Lady Lauri